# Synegia aemula
Synegia aemula là một loài bướm đêm trong họ Geometridae.